# Harramiz
Harramiz Quieta Ferreira Soares, dit Harramiz, né le 3 août 1990 à São Tomé à Sao Tomé-et-Principe, est un footballeur international santoméen. Il évolue au poste d'attaquant.

## Biographie
En juin 2013, après avoir commencé sa carrière dans les ligues inférieures, il part directement pour la première ligue en rejoignant le Benfica Lisbonne, pour un montant de 15 000€.
Affecté à la l'équipe B, le 10 août 2013, âgé de 23 ans, il joue son premier match en tant que professionnel. Remplacé à la 90e minute, le match contre le Clube Desportivo Trofense se finit en 0-0. 11 jours plus tard, il marque son premier but en championnat, contribuant à un match nul 2-2 contre le Sport Clube Beira-Mar.
Le 31 août 2014, Harramiz est prêté au Sporting Clube Farense pour une longue saison,. Six de ses huit buts sont marqués au cours du dernier mois de compétition,,,,,, et l'équipe est finalement classée à la 11e place.

## Statistiques de joueur

### Sélection nationale santoméenne
Harramiz joue son premier match avec l'équipe Sao Tomé-et-Principe le 5 septembre 2015, où il perd 0-3 à domicile face au Maroc, lors des qualifications à la Coupe d'Afrique des nations 2017.

### Buts internationaux
| no | Date       | Sélection | Lieu                                        | Adversaire | Évolution du score | Résultat | Compétition             |
| -- | ---------- | --------- | ------------------------------------------- | ---------- | ------------------ | -------- | ----------------------- |
| 1  | 26/03/2017 | 6         | Stade municipal de Mahamasina, Antananarivo | Madagascar | 2 - 1              | 3 - 2    | Qualifications CAN 2019 |